# The Rocky Road
The Rocky Road é um filme mudo de 1910 norte-americano em curta-metragem, do gênero drama, dirigido por D. W. Griffith e estralado por Frank Powell. Cópias do filme encontram-se conservadas na Biblioteca do Congresso e no Museu de Arte Moderna dos Estados Unidos.

## Elenco
- Frank Powell
- Stephanie Longfellow
- George Nichols
- Linda Arvidson
- Kate Bruce
- Charles Craig
- Adele DeGarde
- Gladys Egan
- Frank Evans
- Edith Haldeman
- James Kirkwood
- Henry Lehrman
- Marion Leonard
- Wilfred Lucas
- W. Chrystie Miller
- Owen Moore
- Anthony O'Sullivan
- Harry Solter
- Blanche Sweet
- J. Waltham
- Dorothy West